# Мансдорф, Амос
А́мос Ма́нсдорф (ивр. עמוס מנסדורף‎; род. 20 ноября 1965 в Тель-Авиве) — израильский профессиональный теннисист, победитель шести турниров АТР.

## Спортивная карьера
Мансдорф, одержавший шесть побед в турнирах Гран-При и АТР и на пике карьеры занимавший 18 место в рейтинге АТР, является наиболее титулованным теннисистом Израиля. 
В 1983 году Мансдорф выиграл молодёжный чемпионат Азии по теннису в Гонконге. В том же году он перешёл в профессиональный теннис и одновременно начал службу в армии; ему было разрешено продолжать участвовать в международных турнирах, но в ограниченном объёме. В частности, он принял участие в показательном теннисном турнире на Олимпиаде в Лос-Анджелесе, где проиграл в первом круге.
В первый свой сезон в ранге профессионала, Мансдорф пробивается в финал двух «челленджеров»: в Ашкелоне (где уступает Шломо Гликштейну) и Хельсинки. Но первый свой турнир этого уровня он выигрывает только в 1986 году, уже после того, как побывал в финале турнира Гран-При Tel-Aviv Open в одиночном разряде и в финале Открытого чемпионата ЮАР в парном. Первая победа приходит к нему тоже в Израиле, в Иерусалиме. В том же году Мансдорф выигрывает и свой первый турнир Гран-При в Йоханнесбурге.
В 1987 году Мансдорф выигрывает Tel-Aviv Open, в полуфинале победив Джимми Коннорса.  После этого он поднимается на высшую для себя восемнадцатую позицию в рейтинге. В следующем году он выигрывает ещё два турнира Гран-При в одиночном разряде. В одном из них, Открытом чемпионате Парижа, он побеждает в первом туре первую ракетку мира Матса Виландера. В этом году он также участвует в Олимпийском турнире в Сеуле и доходит до 1/8 финала, где уступает будущему вице-чемпиону, Тиму Майотту.
В дальнейшем Мансдорф участвует в одном-двум финалах турниров Гран-При, а затем АТР в год. Обычно это небольшие турниры без участия игроков мировой элиты. Тем не менее в 1989 году Мансдорф в одном из турниров обыгрывает Томаса Мустера и Брэда Джилберта перед тем, как в полуфинале уступить четвёртой ракетке мира на тот момент Эдбергу. В 1990 году он обыгрывает Джилберта уже на Открытом чемпионате США. В 1991 году по пути в финал турнира в Тулузе Мансдорф, занимающий 56-ю строчку в рейтинге, побеждает игроков мировой двадцатки Магнуса Густафссона и Александра Волкова.
В 1992 году он добивается своего высшего успеха в турнирах Большого шлема, пробившись в четвертьфинал Открытого чемпионата Австралии.  Там его останавливает посеянный под вторым номером Джим Курье. Затем на турнире U.S. Pro Indoor в Филадельфии Мансдорф побеждает третью ракетку мира Штиха, но в финале проигрывает Питу Сампрасу.
В 1993 году, в предпоследний свой год в профессиональном теннисе, Мансдорф доходит до финала трёх турниров, в том числе выиграв турнир серии ATP Gold в Вашингтоне, а в 1994 году ему приходится накануне своего 29-го дня рождения уйти из тенниса из-за развившегося синдрома хронической усталости.
В Кубке Дэвиса Мансдорф провёл за сборную Израиля 47 игр, в том числе 35 в одиночном разряде (18 побед и 17 поражений) и 12 в парах (4 победы, 8 поражений). С его помощью сборная Израиля добилась своего наивысшего успеха в Кубке Дэвиса до 2009 года, пробившись в четвертьфинал Мировой группы в 1987 году после победы в гостях над сборной ЧССР. Мансдорф выиграл в том матче обе встречи в одиночном разряде, в том числе и у блестяще выступавшего в том году Милослава Мечиржа. В разные годы в рамках Кубка Дэвиса он побеждал также Янника Ноа, Марка Россе и Якоба Гласека.
Мансдорф возглавляет Израильский теннисный центр. В апреле 2012 года он стал личным тренером Светланы Кузнецовой, но они расстались уже через шесть недель. В 2013 году Амос возглавил команду в Кубке Федерации на домашних зональных соревнованиях турнира.

## Участие в финалах турниров (17)
| Легенда              |
| Большой шлем         |
| Финал тура АТР       |
| Кубок Большого шлема |
| Championship Series  |
| ATP Gold             |
| ATP международный    |
| GP                   |

### Одиночный разряд (16)

#### Победы (6)
| Номер | Дата        | Турнир                                 | Покрытие | Соперник в финале | Счёт в финале      |
| 1.    | 17 ноя 1986 | Открытый чемпионат ЮАР, Йоханнесбург   | Хард     | Мэтт Энгер        | 6-3, 3-6, 6-2, 7-5 |
| 2.    | 12 окт 1987 | Открытый чемпионат Тель-Авива, Израиль | Хард     | Брэд Джилберт     | 3-6, 6-3, 6-4      |
| 3.    | 4 янв 1988  | Heineken Open, Окленд, Новая Зеландия  | Хард     | Рамеш Кришнан     | 6-3, 6-4           |
| 4.    | 24 окт 1988 | Paris Open, Франция                    | Хард (i) | Брэд Джилберт     | 6-3, 6-2, 6-3      |
| 5.    | 11 июн 1990 | Чемпионат Росмалена, Нидерланды        | Трава    | Александр Волков  | 6-3, 7-6           |
| 6.    | 19 июл 1993 | Открытый чемпионат Вашингтона, США     | Хард     | Тодд Мартин       | 7-63, 7-5          |

#### Поражения (10)
| Номер | Дата        | Турнир                                 | Покрытие | Соперник в финале   | Счёт в финале           |
| 1.    | 14 окт 1985 | Открытый чемпионат Тель-Авива, Израиль | Хард     | Брэд Джилберт       | 3-6, 2-6                |
| 2.    | 19 окт 1987 | CA-Tennis Trophy, Вена, Австрия        | Хард (i) | Йонас Свенссон      | 6-1, 6-1, 2-6, 3-6, 5-7 |
| 3.    | 9 янв 1989  | Heineken Open, Окленд, Новая Зеландия  | Хард     | Рамеш Кришнан       | 4-6, 0-6                |
| 4.    | 24 апр 1989 | Сингапур                               | Хард     | Келли Джонс         | 1-6, 5-7                |
| 5.    | 8 окт 1990  | Riklis Classic, Тель-Авив, Израиль (2) | Хард     | Андрей Чесноков     | 4-6, 3-6                |
| 6.    | 30 сен 1991 | Тулуза, Франция                        | Хард     | Ги Форже            | 2-6, 6-74               |
| 7.    | 17 фев 1992 | U.S. Pro Indoor, Филадельфия, США      | Ковёр    | Пит Сампрас         | 1-6, 6-74, 6-2, 6-72    |
| 8.    | 29 мар 1993 | Осака, Япония                          | Хард     | Майкл Чанг          | 4-6, 4-6                |
| 9.    | 11 окт 1993 | Открытый чемпионат Тель-Авива (3)      | Хард     | Стефано Пескосолидо | 6-75, 5-7               |
| 10.   | 10 окт 1994 | Открытый чемпионат Тель-Авива (4)      | Хард     | Уэйн Феррейра       | 6-74, 3-6               |

### Парный разряд (1)

#### Поражения (1)
| Дата       | Турнир                               | Покрытие | Партнёр       | Соперники в финале                  | Счёт в финале |
| 7 окт 1985 | Открытый чемпионат ЮАР, Йоханнесбург | Хард     | Шахар Перкисс | Колин Даудсвелл Кристо ван Ренсбург | 6-3, 6-7, 4-6 |